# Modern soul
Modern soul é um estilo de música com roupas associadas e estilos de dança (precursores da era Disco), que se desenvolveu no norte da Inglaterra no início dos anos 1970.
O modern soul desenvolveu-se a partir da cena northern soul, quando alguns DJs começaram a procurar em lojas de discos dos Estados Unidos e Reino Unido por algo mais complexo e contemporâneo. O resultado foi um som mais rico que era tão liricamente e melodicamente soulful como o northern soul, mas mais avançado em termos de tecnologia Hi-Fi e rádio FM. Outro benefício foi que, ao contrário do northern soul, oferecia um fluxo constante de novos lançamentos. As gravações de modern soul não são necessariamente modernas em qualquer ponto no tempo, alguns dos atuais favoritos de modern soul tem mais de 30 anos de idade. As gravações tem simplesmente uma sonoridade mais moderna em relação ao som northern soul tradicional.
Uma grande proporção dos integrantes originais do público do modern soul veio da cena northern soul, mantendo a sua adoração por undergrounds e raros, selos independentes de soul music. Um dos primeiros clubes modern soul é o Blackpool Meca, que foi liderado pelo DJ Ian Levine. Ele quebrou o modelo northern soul, tocando uma nova gravação dos Carstairs ("It Really Hurts Me Girl"), no início dos anos 1970. Por volta do mesmo período, Colin Curtis tocou a gravação dos The Anderson Brothers "I Can See Him Loving You", e uma outra faixa-chave do modern soul surgiu: A música de [Don Thomas "Come On Train".
Os principais protagonistas dos dois gêneros de soul se desentenderam e seguiram camonhos separados, com os clubes em geral, tomando partido pelo modern soul ou pelo northern soul. O modern soul teve maior força, atraindo mais pessoas para a sua música e os seus pontos de encontro. Liverpool foi a única grande cidade de leste à oeste da Inglaterra, que havia permanecido praticamente sem vestígios da cena northern soul nos anos 60 e 70, preferindo o som da Motown e o funk. A cidade mostrou-se uma área mais fértil para o som modern soul.
Apesar de suas diferenças iniciais, o northern soul e o modern soul permanecem gêneros indissociávelmete ligados. Alguns DJs, como Richard Searling e "Soul Sam" (Martin Barnfather), têm defendido tanto as cenas de northern soul e soul moderno por várias décadas. Hoje em dia, pontos de encontro ingleses de soul tocam as músicasd e ambos os gêneros. Uma música de Greg Perry pode imediatamente ser seguida de uma do The Vibrations, uma mistura que não teria acontecido nos anos 70. Alguns locais também têm uma sala principal para as músicas do tradicional northern soul e uma sala separada chamada modern room para o som mais atual.
O modern soul produziu hits mais crossover do que o northern soul, e muitos dos artistas de modern soul tiveram carreiras lucrativas, ao contrário dos artistas de northern soul.

## Artistas notáveis
- Jungle (banda)
- Leroy Hutson
- Greg Perry
- Breakwater
- Johnny Bristol
- Johnnie Taylor
- Bessie Banks
- Jean Carne
- Phyllis Hyman
- Chapter 8
- The Controllers
- Terence Trent D'Arby
- William DeVaughn
- Lamont Dozier
- Sam Dees
- Loleatta Holloway
- Willie Hutch
- Al Johnson
- Anthony White
- Gloria Scott
- Leon Ware
- We the People
- Luther Vandross
- Bobby Womack
- The Whispers